# 空間補間
空間補間（くうかんほかん、英語: spatial interpolation）とは、空間データに対する補間のことである。実際に観測された空間データから観測地点以外のデータを推定したり、分析対象地域全体の連続的なサーフェスを作成したりする。空間補間により、限られた観測データから分析対象地域全体における空間的な分布を捉えられるようになる。
空間補間では、空間的に近接した地点同士は離れた地点よりも近い値をとるという性質（空間相関）を前提にして推定が行われる。

## 空間補間法

### 最近隣補間法
最近隣補間法は、空間補間対象となる地点（補間点）における値を、観測データを有し補間点から最も近い地点の観測データと推定する空間補間法である。最も単純な空間補間法であり、補間結果は観測点を母点としたボロノイ分割と一致する。ただし、ボロノイ領域の境界付近では補間値が不連続になるという欠点をもつ。

### 半径法
半径法は、補間点における値を、補間点から一定距離以内にある観測データを有する全地点の平均値と推定する空間補間法である。

### 四分割法
四分割法は、補間点を基準に四方向の領域に分割したうえで、各領域で補間点に近接する同じ数の観測地点のデータをもとに補間する空間補間法である。同様に8分割した空間補間は八分割法とよばれる。

### TINを用いた空間補間
TINを用いた空間補間では、補間点が3つの観測地点を結ぶ三角形に含まれるようにしたうえで、補間点における値を3つの観測地点の位置座標{\displaystyle (x,y)}と属性値{\displaystyle z}から推定する空間補間法である。補間点の位置座標、属性値を{\displaystyle (x,y,z)}、三角形の3頂点は{\displaystyle (x_{0},y_{0},z_{0})}、{\displaystyle (x_{1},y_{1},z_{1})}、{\displaystyle (x_{2},y_{2},z_{2})}とするとき、補間点の属性値zは以下の平面線形方程式を解くことで求められる。
{\displaystyle {\begin{vmatrix}x-x_{2}&y-y_{2}&z-z_{2}\\x_{0}-x_{2}&y_{0}-y_{2}&z_{0}-z_{2}\\x_{1}-x_{2}&y_{1}-y_{2}&z_{1}-z_{2}\end{vmatrix}}=0}

### 逆距離加重法
逆距離加重法は、補間点における値を、補間点と観測地点の距離に対応して観測データを加重平均して推定する空間補間法である。
観測点の数を{\displaystyle n}、観測点iの観測データを{\displaystyle z_{i}}、補間点と観測点iの距離を{\displaystyle d_{i}}、距離減衰関数を{\displaystyle w(d_{i})}とするとき、補間点における値{\displaystyle z}は以下の式で求められる。
{\displaystyle z={\frac {\sum _{i=1}^{n}z_{i}w(d_{i})}{\sum _{i=1}^{n}w(d_{i})}}}
距離減衰関数{\displaystyle w(d_{i})}は{\displaystyle d^{-\alpha }}や{\displaystyle \exp {(-\alpha d)}}などが用いられる（{\displaystyle \alpha }はパラメータ）。パラメータの値次第で補間結果が変わるものの、パラメータの値の設定は分析者の経験や直感に依拠してしまうため、補間結果を客観的に評価しにくい点で問題がある。また、観測地点の配置次第で不適切な推定をしてしまう場合もある。

### スプライン補間
スプライン補間は、補間点における値を、双3次スプライン曲線（bicubic spline）を用いて推定する空間補間法である。
スプライン補間の代表的な方法として、de Boorの方法が挙げられる。

### クリギング
クリギングは、空間統計学で考案された空間補間法で、分析対象となる空間に対して確率場を用いて共分散から確率・統計的に補間を行う。
クリギングでは、観測値から推定した共分散関数（コバリオグラム）をもとに空間補間を行う。